# Maserati Tipo 60
La Tipo 60 è una autovettura da competizione costruita dalla Maserati dal 1959 al 1960.

## Il contesto generale
Era soprannominata "Birdcage" per via della peculiare struttura del telaio. Questo era particolarmente rigido e ultraleggero, ed era composto da 200 tubi di piccolo diametro con conformazione a traliccio. Richiamava dunque una gabbia di un uccellino ("Birdcage"). La carrozzeria era in alluminio ed era forgiata a mano da Gentilini e Allegretti.
Il suo motore era basato su quello installato sulla 200S, con due carburatori Weber orizzontali a doppio corpo e lubrificazione forzata a carter secco con serbatoio laterale e pompe di mandata e recupero. La testata fu modificata, e l'alesaggio fu aumentato a 93,8 mm, mentre la corsa, ridotta a 72 mm, era più corta per erogare più potenza ai regimi più elevati, più precisamente di 200 CV a 7800 giri al minuto. La cilindara risultante era di 1989 cm³. Questo propulsore era installato a 45° al di sotto del cofano ribassato. La frizione era a dischi multipli e il cambio era transaxle a cinque rapporti, in blocco col differenziale autobloccante ed era installato trasversalmente sul retrotreno. Le sospensioni derivavano dalla 250F e dalla 300S. Quelle anteriori erano formate da doppi triangoli e molle elicoidali, mentre su quelle posteriori da un ponte de Dion installato su montanti, e balestre trasversali. Erano una novità per la Maserati i freni a disco con pinze Girling.

## Le competizioni
Progettata da Giulio Alfieri, la Tipo 60 era un modello sportivo destinato alle competizioni e ad estimatori privati.
Con un'ottima manovrabilità ed un buon rapporto peso/potenza la Birdcage vinse nettamente sui costruttori inglesi e la Porsche. Con alla guida Stirling Moss colse la prima vittoria al suo debutto a Rouen, in Francia, il 12 luglio 1959 sconfiggendo facilmente due Lotus 15. La Tipo 60 fu costruita per il seguito che aveva il campionato italiano, considerando anche le vendite del modello da strada 3500 GT. Odoardo Govoni conquistò dal 1960 al 1962 tre campionati della montagna, mentre Mennato Boffa vinse il campionato italiano di velocità nel 1960 e Nino Todaro si aggiudicò i due titoli nel 1963.
Il primo modello della Tipo 60 costruito nel marzo del 1959 fu trasformato a novembre dello stesso anno in una Tipo 61 con motore da 2900 cm³ di cilindrata.

## Caratteristiche tecniche
L'accensione era doppia con spinterogeno di marca Magneti Marelli. L'alimentazione era libera, cioè non sovralimentata, con due carburatori a doppio corpo 45 DCO3 di marca Weber. La distribuzione era a due valvole per cilindro con doppio albero a camme in testa.
Il motore era in linea a quattro cilindri ed aveva una cilindrata di 1990,2 cm³. L'alesaggio e la corsa erano rispettivamente di 93,8 e 72 mm. Il rapporto di compressione era di 9,8:1. La potenza erogata era di 200 CV a 7800 giri al minuto.
La lubrificazione era forzata con pompe di mandata e recupero, mentre il sistema di raffreddamento era a circolazione d’acqua con pompa centrifuga. I freni erano a disco sulle ruote con comando idraulico. Le sospensioni anteriori erano a molle elicoidali, mentre quelle posteriori erano con ponte de Dion e balestra trasversale. Entrambe erano fornite di ammortizzatori telescopici Koni e barra stabilizzatrice. Lo sterzo era a cremagliera. La trasmissione era provvista di un cambio a cinque rapporti più la retromarcia, montato in blocco con il differenziale.
La carrozzeria era aperta biposto in alluminio. Il telaio era tubolare a traliccio reticolato.
La Tipo 60 raggiungeva la velocità massima di 270 km/h